# Quận Suffolk, Massachusetts
Quận Suffolk là một quận thuộc tiểu bang Massachusetts, Hoa Kỳ.
Quận này được đặt tên theo Suffolk, Anh. Theo điều tra dân số của Cục điều tra dân số Hoa Kỳ năm 2016, quận có dân số 784.230 người. Quận lỵ đóng ở Boston.

## Địa lý
Theo Cục điều tra dân số Hoa Kỳ, quận có diện tích 310 km2, trong đó có 160 km2 là diện tích mặt nước.